# گربه‌ماهی ماردم
گربه‌ماهی ماردم (نام علمی: Plotosidae) نام یک تیره از راسته گربه‌ماهی‌سانان است.